# Scaphochlamys samunsamensis
Scaphochlamys samunsamensis là một loài thực vật có hoa trong họ Gừng. Loài này được Meekiong Kalu và Hidir M. miêu tả khoa học đầu tiên năm 2015.

## Mẫu định danh
Mẫu định danh: K. Meekiong, Tasha & M. Hidir MK2364; thu thập ngày 12 tháng 11 năm 2014 ở Khu bảo tồn động vật hoang dã Samunsam, tỉnh Kuching, bang Sarawak, Malaysia. Holotype lưu giữ tại Cục Lâm nghiệp bang Sarawak ở Kuching (SAR), isotype lưu giữ tại Phòng mẫu cây Đại học Malaysia Sarawak (HUMS).

## Từ nguyên
Tính từ định danh samunsamensis lấy theo tên gọi Khu bảo tồn động vật hoang dã Samusam.

## Phân bố
Loài này có trên đảo Borneo, tại Khu bảo tồn động vật hoang dã Samunsam và núi Pueh, phó huyện Sematan, huyện Lundu, tỉnh Kuching, bang Sarawak, Malaysia. Loài này sinh sống trong rừng thạch nam (kerangas) nhiệt đới, gần các sông suối trên đất cát với lớp mùn dày ẩm ướt, ở cao độ thấp.

## Mô tả
Địa thực vật thân thảo, sống lâu năm, có thân rễ, cao tới 35 cm. Thân rễ bò lan, đường kính ~2 mm, màu từ vàng ánh lục tới nâu nhạt. Các chồi lá không cách biệt, 3-4 lá, không thấy cây non; cuống lá dài 4,6–10,3 cm, đường kính 2–3 mm, thanh mảnh, có rãnh, nhẵn nhụi; bẹ lá 3–5,6 × 1,6–2 mm, hình thuyền, màu nâu nhạt ánh đỏ, dạng giấy khi khô, đỉnh nhọn; phiến lá 8–15 × 3,2–6,3 cm, hơi bất đối xứng, hình mác, mép hơi gợn sóng, đáy thon nhỏ dần, đỉnh nhọn; mặt gần trục màu xanh lục sáng tới xanh lục vàng; mặt xa trục màu xanh lục nhạt, đôi khi ánh lục với ánh đỏ rất nhạt, bề mặt xỉn. Cụm hoa mọc từ đáy lá, dài 9–12 cm, nở hoa kế tiếp nhau, một hoa một thời điểm; cuống cụm hoa dài 6–10 cm, đường kính 3–4 mm, hình trụ, màu xanh lục ánh vàng, nhạt hơn về phía đáy; lá bắc 3-5, kích thước ~2,6-3,4 × 1,2–2 cm, cứng, hình thuyền, đỉnh nhọn, màu xanh lục vàng nhạt và màu đỏ rất nhạt ở đáy, mỗi lá bắc đỡ 1 hoa; hoa màu trắng ánh tía, màu trắng khi non; ống hoa dài 1,8–3 cm, hình ống, màu trắng; thùy tràng lưng 6-8 × 6 mm, màu trắng, trong mờ; các thùy tràng bên 4,5-8 × 6 mm, màu trắng với dải màu tía ở đáy, có lông tơ nhỏ dọc theo mép; cánh môi 10–15 × 10–12 mm, hình quạt, màu trắng với các sọc màu tía dọc theo dải giữa màu vàng nhạt, đỉnh 2 thùy; bao phấn hình trứng ngược, mào dài ~10 mm, đỉnh cong ngược về phía sau, màu trắng với ánh tía ở mép; bầu nhụy nhẵn nhụi. Không thấy quả và hạt.
Loài này rất giống và có thể là đồng loài với S. polyphylla.

## NhómPolyphylla
Nhóm Polyphylla được xác định bằng cụm hoa sắp xếp xoắn ốc lỏng lẻo, các lá bắc dạng da bền, các lá bắc con có thể phân biệt được với lá bắc, ngắn hơn, với lá bắc con thứ nhất gập đôi, hoa nhỏ dài ~3 cm, cánh môi ~1,5 cm với các sọc tía gần đáy. Nhóm này chỉ giới hạn ở chỏm phía tây Sarawak và tỉnh Tây Kalimantan. Bao gồm 2 loài là S. polyphylla, S. samunsamensis.